# Le Château (entreprise)
Pour les articles homonymes, voir Le Château et Château.

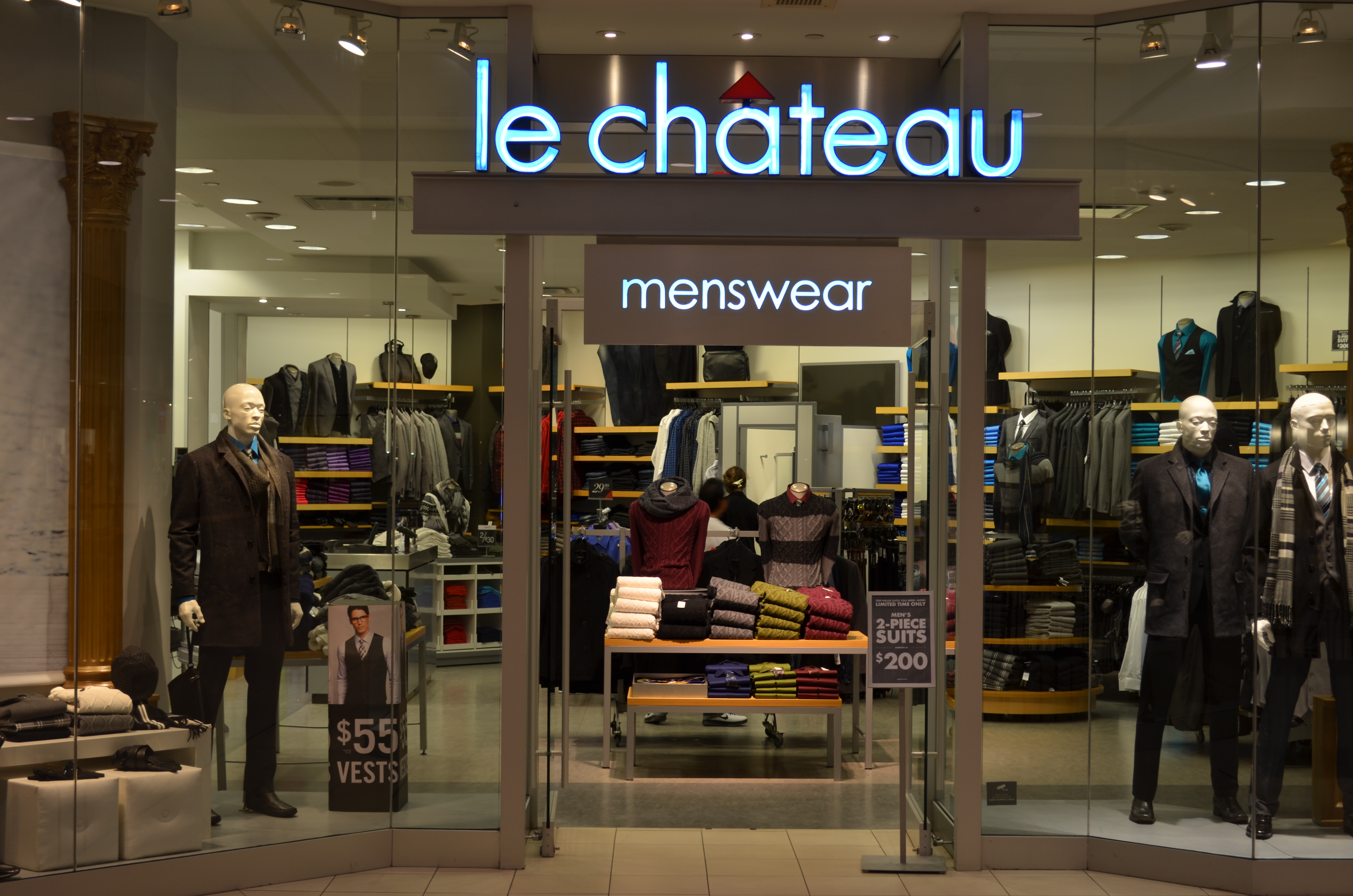
Un magasin Le Château en Ontario.

Le Château (TSX : CTU.A) est une entreprise et chaîne de magasins canadienne de prêt-à-porter pour femmes et hommes. Elle a été fondée en 1959 à Montréal, au Québec. 
Elle est implantée au Canada et à son siège au 105, boulevard Marcel-Laurin à Montréal.

## Histoire
Herschel Segal fonde l’entreprise en 1959. En 1983, Le Château entre en bourse. Entre 2007 et 2012, les ventes atteignent plus de 300 millions de dollars CAD. En octobre 2020, l’entreprise fait faillite, durant la pandémie de la Covid-19.

## Principaux actionnaires
Au 2 mars 2020:
| Jane Silverstone Segal         | 31,2%  |
| Herschel H. Segal              | 22,9%  |
| Barry Gruman                   | 15,0%  |
| Franklin Bissett IM            | 9,99%  |
| Fidelity Management & Research | 2,18%  |
| Brown Capital Management       | 1,14%  |
| Emilia di Raddo                | 0,97%  |
| David Martz                    | 0,12%  |
| Royce & Associates             | 0,093% |
| Norman Daitchman               | 0,017% |

## Fermeture de la boutique
Le détaillant qui avait annoncé une perte nette de 69,2 millions de dollars en janvier 2022.
À la suite de la deuxième vague de la pandémie COVID-19, le Château met fin à ses opérations dans les 132 boutiques restantes au Canada. En plus d'éliminer 1400 emplois.